# Admiralty List of Radio Signals
De Admiralty List of Radio Signals of ALRS is een internationaal in de scheepvaart gebruikt naslagwerk met betrekking tot maritieme radiocommunicatie.
De lijst wordt uitgegeven door de United Kingdom Hydrographic Office. Het naslagwerk bestaat uit zes onderdelen, waarvan drie zijn onderverdeeld in meerdere banden: 
- NP281 (twee banden): Maritime Radio Stations
- NP282: Radio Aids to Navigation, Satellite Navigation Systems, Differential GPS (DGPS) Legal Time, Radio Time Signals, Electronic Position Fixing Systems
- NP283 (twee banden): Maritime Safety Information Services
- NP284: Meteorological Observation Stations
- NP285: Global Maritime Distress and Safety System (GMDSS)
- NP286 (acht banden): Pilot Services, Vessel Traffic Services, Port Operations

Van de ALRS verschijnt ieder jaar een bijgewerkte editie. Tussentijdse wijzigingen worden gepubliceerd in de wekelijkse Admiralty Notices to Mariners.